# Medalist
Medalist (メダリスト, Medarisuto) est un seinen manga de Tsurumaikada, prépublié dans le magazine Monthly Afternoon depuis mai 2020 et publié par l'éditeur Kōdansha en volumes reliés. La version française est éditée par nobi nobi !.
Un anime produit par ENGI sera diffusé à la télévision japonaise est diffusée depuis janvier 2025.
En 2023, Medalist remporte le Prix Shōgakukan dans la catégorie générale.

## Synopsis
Inori Yuitsuka, une élève de 11 ans en cinquième, est membre du club de patinage artistique Lux Higashiyama FSC et son objectif est de remporter une médaille d'or olympique en patinage artistique. Elle est entraînée par Tsukasa Meiuraji, qui a été engagé au club comme entraîneur adjoint.

## Personnages
Inori Yuitsuka (結束 いのり, Yuitsuka Inori)
Voix japonaise : Natsumi Haruse (ja), voix française : Marie Du Bled
Tsukasa Akeuraji (明浦路 司, Akeuraji Tsukasa)
Voix japonaise : Takeo Ōtsuka, voix française : Pierre Le Bec
Hikaru Kamisaki (狼嵜 光, Kamisaki Hikaru)
Voix japonaise : Kana Ichinose, voix française : Béatrice Wegnez
Jun Yodaka (鷹 純, Yodaka Jun)
Voix japonaise : Yuma Uchida (ja), voix française : Arthur Dubois
Riō Sonidori (鴗鳥 理凰, Sonidori Riō)
Voix japonaise : Makoto Koichi (ja), voix française : Émilie Guillaume
Ryōka Miketa (三毛田 涼佳, Miketa Ryōka)
Voix japonaise : Hina Kino, voix française : Aaricia Dubois
Mario Nachi (那智 鞠緒, Nachi Mario)
Voix japonaise : Megumi Toda (ja)
Ema Yamato (大和 絵馬, Yamato Ema)
Voix japonaise : Kotori Koiwai
Yūdai Jakuzure (蛇崩 遊大, Jakuzure Yūdai)
Voix japonaise : Takahiro Miyake (ja)
Suzu Kamoto (鹿本すず, Kamoto Suzu)
Voix japonaise : Ayasa Itō (ja)
Shinichirō Sonidori (鴗鳥慎一郎, Sonidori Shinichirō)
Voix japonaise : Taito Ban (ja)
Hitomi Takamine (高峰瞳, Takamine Hitomi)
Voix japonaise : Emiri Katō (ja), voix française : Julie Dieu
Nozomi Yuitsuka (結束のぞみ, Yuitsuka Nozomi)
Voix japonaise : Ami Koshimizu, voix française : Claire Tefnin
Mamoru Sekoma (瀬古間衛, Sekoma Mamoru)
Voix japonaise : Manabu Muraji (ja), voix française : Laurent Vernin

## Médias

### Manga
Medalist est scénarisé et dessiné par Tsurumaikada. La série est prépubliée dans le Monthly Afternoon le 25 mai 2020, et publiée par Kōdansha au format tankōbon avec un premier volume sorti le 23 septembre 2020. Le 23 juin 2025, 13 volumes ont été publiés au Japon.
En mars 2021, Kōdansha USA annonce la sortie numérique de la version anglaise en Amérique du Nord à partir du 18 mai 2021. Lors de l'Anime Expo 2023, Kodansha USA annonce que la série sera publiée en version papier à partir du printemps 2024. La version française est annoncée par nobi nobi ! avec un premier tome sorti le 7 février 2024.

#### Liste des volumes
| no | Japonais          | Japonais          | Français        | Français          |
| no | Date de sortie    | ISBN              | Date de sortie  | ISBN              |
| -- | ----------------- | ----------------- | --------------- | ----------------- |
| 1  | 23 septembre 2020 | 978-4-06-520783-3 | 7 février 2024  | 978-2-37349-658-1 |
| 2  | 22 février 2021   | 978-4-06-522253-9 | 3 avril 2024    | 978-2-37349-659-8 |
| 3  | 23 juin 2021      | 978-4-06-523607-9 | 5 juin 2024     | 978-2-38496-189-4 |
| 4  | 21 octobre 2021   | 978-4-06-525162-1 | 28 août 2024    | 978-2-38496-191-7 |
| 5  | 23 mars 2022      | 978-4-06-527132-2 | 9 octobre 2024  | 978-2-38496-193-1 |
| 6  | 22 juillet 2022   | 978-4-06-528515-2 | 8 janvier 2025  | 978-2-38496-195-5 |
| 7  | 22 décembre 2022  | 978-4-06-529918-0 | 19 février 2025 | 978-2-38496-393-5 |
| 8  | 23 mai 2023       | 978-4-06-531682-5 | 16 avril 2025   | 978-2-38496-395-9 |
| 9  | 23 octobre 2023   | 978-4-06-533261-0 | 4 juin 2025     | 978-2-38496-397-3 |
| 10 | 22 mars 2024      | 978-4-06-535154-3 | 20 août 2025    | 978-2-38-496399-7 |
| 11 | 22 août 2024      | 978-4-06-536472-7 | 5 novembre 2025 | 978-2-38-496613-4 |
| 12 | 22 janvier 2025   | 978-4-06-538012-3 |                 |                   |
| 13 | 23 juin 2025      | 978-4-06-539705-3 |                 |                   |

### Série d'animation
Une adaptation en série télévisée d'animation est annoncée le 18 mai 2023. Elle sera produite par ENGI et réalisée par Yasutaka Yamamoto, sur un scénario de Jukki Hanada et un chara design de Chinatsu Kameyama,. La musique est composée par Yuki Hayashi. Les patineurs artistiques à la retraite Akiko Suzuki et Yuhana Yokoi (ja) chorégraphient les séquences de patinage dans l'adaptation animée, aux côtés de la patineuse artistique en activité Hinano Isobe (ja). La série est diffusée depuis le 5 janvier 2025 sur la chaîne japonaise TV Asahi dans le bloc de programmation NUMAnimation (ja),. Pour les pays francophones, la série est diffusée en simulcast sur la plateforme Disney+.
Kenshi Yonezu interprète le générique de début intitulé 'Bow and Arrow tandis que Neguse (ja) interprète le générique de fin, intitulé Atashi no Dress (アタシのドレス).

### Liste des épisodes
| No | Titre français                    | Titre japonais          | Titre japonais                  | Date de 1re diffusion |
| No | Titre français                    | Kanji                   | Rōmaji                          | Date de 1re diffusion |
| -- | --------------------------------- | ----------------------- | ------------------------------- | --------------------- |
| 1  | Un génie de la glace              | 氷上の天才              | Hyōjō no tensai                 | 5 janvier 2025        |
| 2  | Test d'aptitude                   | 初級バッジテスト        | Shokyū bajji tesuto             | 12 janvier 2025       |
| 3  | Taiyaki et fraisier               | たい焼きとケーキ        | Taiyaki to kēki                 | 19 janvier 2025       |
| 4  | Épreuves éliminatoires (Partie 1) | 名港杯 初級女子FS（前） | Meikō-hai shokyū joshi FS (Mae) | 26 janvier 2025       |
| 5  | Épreuves éliminatoires (Partie 2) | 名港杯 初級女子FS（後） | Meikō-hai shokyū joshi FS (Ato) | 2 février 2025        |
| 6  | La nuit de la 1re compétition     | 初戦の夜                | Shosen no yoru                  | 9 février 2025        |
| 7  | Test d'aptitude de niveau 1       | 1級バッジテスト         | Ikkyū bajji tesuto              | 16 février 2025       |
| 8  | Talents de l'ouest (Partie 1)     | 西の強豪（前）          | Nishi no kyōgō (Mae)            | 23 février 2025       |
| 9  | Talents de l'ouest (Partie 2)     | 西の強豪（後）          | Nishi no kyōgō (Ato)            | 2 mars 2025           |
| 10 | Hurlements dans la nuit           | 夜に吠える              | Yoru ni hoeru                   | 9 mars 2025           |
| 11 | Danse nocturne                    | 夜を踊れ                | Yoru o odore                    | 16 mars 2025          |
| 12 | Le cours de Shirone               | 白猫のレッスン          | Shironeko no ressun             | 23 mars 2025          |
| 13 | Le soleil se lève                 | 朝が来る                | Asa ga kuru                     | 30 mars 2025          |

## Accueil
La série se place 15e du classement « Nationwide Bookstore Employees' Recommended Comics of 2021 » du site du Honya Club,. La série finit 16e sur les 50 nommés des Next Manga Awards 2021 dans la catégorie imprimés, prix qu'elle remporte lors de l'édition 2022,. La série se place 30e du classement du Livre de l'année 2021 du magazine Da Vinci et se classe 23e de la liste 2022. La série se place 12e de la liste des libraires « Nationwide Bookstore Employees' Recommended Comics » de 2022. La série remporte le 68e Prix Shōgakukan dans la catégorie générale en 2023. Elle est nommée aux 47e Prix du manga Kōdansha dans la catégorie générale en 2023 et remporte le prix lors de la 48e édition en 2024.

### Annotations
1. ↑  Les titres français de l'adaptation en anime proviennent de Disney+.

### Œuvres
Édition japonaise
1. 1 2 3  (ja) « Tome 1 », sur Kōdansha (consulté le 2 janvier 2024)
2. 1 2  (ja) « Tome 2 », sur Kōdansha (consulté le 2 janvier 2024)
3. 1 2  (ja) « Tome 3 », sur Kōdansha (consulté le 2 janvier 2024)
4. 1 2  (ja) « Tome 4 », sur Kōdansha (consulté le 2 janvier 2024)
5. 1 2  (ja) « Tome 5 », sur Kōdansha (consulté le 2 janvier 2024)
6. 1 2  (ja) « Tome 6 », sur Kōdansha (consulté le 2 janvier 2024)
7. 1 2  (ja) « Tome 7 », sur Kōdansha (consulté le 2 janvier 2024)
8. 1 2  (ja) « Tome 8 », sur Kōdansha (consulté le 2 janvier 2024)
9. 1 2  (ja) « Tome 9 », sur Kōdansha (consulté le 2 janvier 2024)
10. 1 2  (ja) « Tome 10 », sur Kōdansha (consulté le 2 janvier 2024)
11. 1 2  (ja) « Tome 11 », sur Kōdansha (consulté le 2 janvier 2024)
12. 1 2  (ja) « Tome 12 », sur Kōdansha (consulté le 2 janvier 2024)
13. 1 2  (ja) « Tome 13 », sur Kōdansha (consulté le 31 mai 2025)

Édition française
Manga
1. 1 2  « Medalist T01 », sur nobi nobi ! (consulté le 2 janvier 2025)
2. 1 2  « Medalist T02 », sur nobi nobi ! (consulté le 2 janvier 2025)
3. 1 2  « Medalist T03 », sur nobi nobi ! (consulté le 2 janvier 2025)
4. 1 2  « Medalist T04 », sur nobi nobi ! (consulté le 2 janvier 2025)
5. 1 2  « Medalist T05 », sur nobi nobi ! (consulté le 2 janvier 2025)
6. 1 2  « Medalist T06 », sur nobi nobi ! (consulté le 2 janvier 2025)
7. 1 2  « Medalist T07 », sur nobi nobi ! (consulté le 2 janvier 2025)
8. 1 2  « Medalist T08 », sur nobi nobi ! (consulté le 2 janvier 2025)
9. 1 2  « Medalist T09 », sur nobi nobi ! (consulté le 2 avril 2025)
10. 1 2  « Medalist T10 », sur nobi nobi ! (consulté le 16 avril 2025)
11. 1 2  « Medalist T11 », sur nobi nobi ! (consulté le 23 juillet 2025)